# Kádiszijja kormányzóság

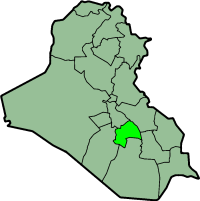
Kádiszijja kormányzóság elhelyezkedése Irakban

El-Kádiszijja kormányzóság (arab betűkkel محافظة القادسية [Muḥāfaẓat al-Qādisiyya]) Irak 18 kormányzóságának egyike az ország középső részén. Északon Bábil, északkeleten Vászit, délkeleten Dzi Kár, délen Muszanna, nyugaton pedig Nedzsef kormányzóság határolja. Székhelye ed-Dívánijja városa.

## Fordítás
Ez a szócikk részben vagy egészben  a(z)   القادسية (محافظة) című arab Wikipédia-szócikk fordításán alapul.  Az eredeti cikk szerkesztőit annak laptörténete sorolja fel. Ez a jelzés csupán a megfogalmazás eredetét és a szerzői jogokat jelzi, nem szolgál a cikkben szereplő információk forrásmegjelöléseként.